# Trichonyssodrys aureopilosus
Trichonyssodrys aureopilosus là một loài bọ cánh cứng trong họ Cerambycidae.